# ENN Cup
La ENN Cup, anche detta Xinao Cup (新奥杯), è una competizione internazionale di Go per giocatori professionisti, sponsorizzata dalla compagnia energetica cinese ENN Group, precedentemente nota come XinAo.
La prima edizione si è tenuta nel 2017 ed è stata vinta dal cinese Ke Jie; la borsa per il vincitore è di 2.200.000 CNY (€ 282.000), il montepremi totale di 6.760.000 CNY. Il torneo prevede una fase preliminare per selezionare 45 giocatori da gruppi open, 2 giocatrici, 2 giocatori senior e 1 non-asiatico. A questi 50 giocatori si aggiungono 16 giocatori invitati direttamente alla fase finale; i 64 giocatori risultati si sfidano in un torneo a eliminazione diretta, con semifinali al meglio delle tre partite e finale al meglio delle cinque. I goisti hanno due ore e mezzo di tempo principale, più cinque byo-yomi da un minuto l'uno.
La competizione è stata sospesa quando il presidente della Xinao si è trasferito all'estero; dopo alcuni anni di sospensione, la nuova edizione – la seconda delle tre previste dal contratto firmato dallo sponsor – è in preparazione, con il nome cambiato in «1ª Coppa della Nuova Interpretazione di Beihai» (北海新绎杯).

## Albo d'oro
| Anno | Vincitore | Punteggio | Finalista  |
| ---- | --------- | --------- | ---------- |
| 2017 | Ke Jie    | 3-2       | Peng Liyao |